# Рвачёва, Татьяна Геннадьевна
Татья́на Генна́дьевна Рваче́ва (урожд. Козло́ва) (род. 26 ноября 1986, Лыткарино, Московская область) — заслуженный мастер спорта по спортивному ориентированию, двукратная чемпионка мира по спортивному ориентированию на лыжах (2011, 2013), двукратный серебряный (2011 и 2013 год) и двукратный бронзовый (2007 и 2013 год) призёр чемпионатов мира, чемпионка Европы (2012), двукратный серебряный (2008 и 2011 год) и бронзовый (2011 и 2012 год) призёр Европы, многократная чемпионка мира среди юниоров. В настоящее время проживает в городе Лыткарино. До осени 2013 года выступала под фамилией Козлова.

## Биография
Татьяна Козлова родилась 26 ноября 1986 года в городе Лыткарино Московской области в спортивной семье. Мать Татьяны, Елена Королёва, занималась лыжным спортом и была кандидатом в сборную СССР. На лыжи встала в 4 года, в детстве также занималась гимнастикой, танцами, вышиванием и только 1995 году в возрасте 9 лет, мать привела дочь в спортивную секцию города Лыткарино, где её тренером стал Станислав Владимирович Золотарёв. С 2005 года работает с тренерами по легкой атлетике Анатолием и Алевтиной Наумовыми. Совместными усилиями с Золотаревым они адаптировали тренировочный план для работы с лыжниками.
В юниорском возрасте Татьяна добилось значительных результатов, неоднократно выигрывала чемпионат мира среди юниоров: в 2005 году в швейцарском Шчанфе она выиграла золото в спринте и эстафете, а в 2006 году, в Иваново — золото в спринте, на средней дистанции и в эстафете, а также серебро на длинной дистанции. Летом того же 2006 она приняла участие в чемпионате мира среди юниоров бегов, где выиграла золото в эстафете.
В 2007 году Татьяна впервые приняла участие во взрослом чемпионате мира, который проходил в олимпийском центре «Планерное» в подмосковных Химках. Там она выиграла бронзовую медаль в спринте, разделив её с финкой Лийсе Анттилой. Также она заняла 4-е место в спринте.
В сезоне 2008 года Татьяна выиграла серебро на чемпионате Европы в спринте.
На чемпионате мира 2009 года в японском Русуцу лучшим результатом Татьяны стало 4-е место в спринте.
Спортивный сезон 2010 года Татьяна пропускала. В этом году она защитила диплом на кафедре «Проектирование и технология производства электронной аппаратуры» МГТУ имени Н. Э. Баумана.
Более удачным оказался сезон 2011 года. На чемпионате Европы в норвежском Лиллехамере она выиграла 2 медали — серебро на средней дистанции и бронзу на длинной. На чемпионате мира в шведском Тендалене Татьяна стала чемпионкой мира в женской эстафете, а также выиграла серебро на длинной дистанции. В спринте она показала четвёртое время, а на средней дистанции была одиннадцатой.
На чемпионате Европы 2012 года в украинском городе Сумы Татьяна завоевала бронзу на длинной дистанции. Золото и серебро досталось тогда также представительницам сборной России — Полине Мальчиковой и Анастасии Кравченко. На том же чемпионате Европы в составе эстафетной команды России (Козлова, Томилова, Мальчикова) завоевала золотую медаль.
26 марта 2012 приказом министра спорта Татьяне Козловой было присвоено звание Заслуженного мастера спорта.
На чемпионате Европы 2013 года в паре с Андреем Ламовым заняли третье место с смешанной эстафете, но по регламенту соревнований (как вторая команда России) передали медаль норвежской паре. В женской эстафете стала чемпионкой Европы.
На чемпионате мира 2013 года Татьяна выиграла серебро на средней дистанции, уступив только партнёрше по команде Анастасии Кравченко, и бронзу в спринте, пропустив вперёд шведку Туве Александерссон и финнку Мерви Песу.
В эстафете российская тройка заняла первое место, на 25 секунд обойдя шведок.

## Личная жизнь
28 сентября 2013 года вышла замуж, сменив фамилию на Рвачева. Муж, Никита Рвачев — сокурсник по университету.